# Fiat BR.20
Fiat BR.20 Cicogna (tiếng Ý: "con cò") là một loại máy bay ném bom hạng trung hai động cơ cánh thấp của Ý, được chế tạo từ giữa thập niên 1930 cho tới khi Chiến tranh thế giới II kết thúc. Khi được đưa vào trang bị năm 1936, nó là máy bay ném bom đầu tiên của Ý làm hoàn toàn bằng kim loại và là một trong những máy bay ném bom hiện đại nhất thế giới lúc đó. Trong cuộc nội chiến Tây Ban Nha, nó cùng với Heinkel He 111 trở thành xương sống của lực lượng ném bom phe Dân tộc. Nó được Nhật Bản sử dụng hiệu quả trong Chiến tranh Trung-Nhật.
Khi Ý bước vào chiến tranh năm 1940, BR.20 trở thành máy bay ném bom hạng trung tiêu chuẩn của Regia Aeronautica (không quân Ý) nhưng đã trở nên lỗi thời so với các máy bay khác. Đến năm 1942, nó chủ yếu được dùng để làm máy bay tuần tra biển và huấn luyện. Trên 500 chiếc đã được chế tạo trước khi chiến tranh kết thúc.

## Biến thể
BR.20
Kiểu sản xuất đầu tiên, 233 chiếc.
BR.20A
2 chiếc BR.20 quân sự hoán cải thành máy bay đua.
BR.20L
Phiên bản dân sự tầm xa, 1 chiếc.
BR.20M
Phiên bản ném bom cải tiến với mũi dài hơn, 264 chiếc.
BR.20C
1 chiếc được hãng Agusta hoán cải, lắp pháo 37 mm (1.46 in) ở mũi.
BR.20bis
Phiên bản thiết kế lại với nhiều chi tiết mới, lắp động cơ mạnh hơn (Fiat A.82 RC.42 công suất 932 kW/1,250 hp).

## Quốc gia sử dụng
Đài Loan
- Không quân Cộng hòa Trung Hoa.[7]

 Ý
- Regia Aeronautica
- Aeronautica Nazionale Repubblicana

 Nhật Bản
- Không quân Lục quân Đế quốc Nhật Bản

Bản mẫu:Country data Spanish State
- Ejército del Aire (EdA)

 Hungary
- Không quân Hoàng gia Hungary

 NDH
- Không quân Nhà nước Độc lập Croatia

 Venezuela
- Không quân Venezuela[6][8]

## Tính năng kỹ chiến thuật (Fiat Br.20M)

Fiat BR.20

The Encyclopedia of Weapons of World War II

### Đặc điểm riêng
- Tổ lái: 5
- Chiều dài: 16,68 m (54 ft 8 in)
- Sải cánh: 21,56 m (70 ft 8.75 in)
- Chiều cao: 4,75 m (15 ft 7 in)
- Diện tích cánh: 74.0 m² (796,5 ft²)
- Trọng lượng rỗng: 6.500 kg (14.330 lb)
- Trọng lượng cất cánh tối đa: 10.100 kg (22.270 lb)
- Động cơ: 2 × Fiat A.80 RC.41, 746 kW (1.000 hp) mỗi chiếc

### Hiệu suất bay
- Vận tốc cực đại: 440 km/h (273 mph)
- Vận tốc hành trình: 340 km/h (211 mph)
- Tầm bay: 2.750 km (1.709 mi)
- Trần bay: 8.000 m (26.250 ft)

### Vũ khí
- 3 súng máy Breda-SAFAT 12,7 mm (.5 in)
- 1.600 kg (3.530 lb) bom

## Liên kết
- A Spanish Civil War photo showing an early model BR.20 Lưu trữ ngày 19 tháng 2 năm 2006 tại Wayback Machine
- BR.20 on Avions legendaires, French language
- Warbirds on Fiat BR.20
- Commando Supremo on BR.20
- Br.20 in Spain (Spanish language) Lưu trữ ngày 13 tháng 2 năm 2009 tại Wayback Machine